# Вовковиськ (станція)
Вовкови́ськ (біл. Ваўкавы́ск), до 13 грудня 2018 року — Вовковиськ-Центральний (біл. Ваўкавы́ск-Цэнтральны) — вузлова залізнична станція 1-го класу Барановицького відділення Білоруської залізниці на перетині ліній Барановичі-Центральні — Вовковиськ,   Вовковиськ — Берестовиця, Мости —  Вовковиськ.
Розташована в однойменному місті Гродненської області. На території станції розташовані локомотивне депо, вагонне депо й дистанція колії Барановицького відділення Білоруської залізниці.

## Історія
З другої половини XIX століття прискорювальним фактором розвитку промисловості Білорусі є будівництво залізниць. Окремі залізничні лінії на її території були побудовані впродовж 1870—1890-х років. 1885 року через Вовковиськ прокладена залізниця Барановичі  — Білосток, якою здійснювалося перевезення 26 млн пудів вантажів на рік. Це стимулювало розвиток промисловості, і до 1891 року у місті працювало 19 фабрик і промислових підприємств.  Вона сполучила місто з центральними районами Росії. Пізніше була побудована залізниця від Мостів до Черемхів. З цього часу Вовковиськ став важливим стратегічним залізничним вузлом Російської імперії, з постійно наростальною кількістю нових робочих місць, будинків, вулиць. Окремі вагони безпересадкового сполучення в пасажирських поїздах курсували до Парижа, одночасно доставляючи туди і пошту.
1886 року у місті Вовковиськ  побудований залізничний вокзал. 1912 року станція Вовковиськ-Місто,з нагоди 100-річчя французько-російської війни 1812 року, була перейменована на Вовковиськ-Багратіонівська.
Через зростання пасажирських перевезень в 1905 році побудований другий вокзал —  Вовковиськ-Центральний. У цьому ж році розпочато і будівництво паровозного депо. 1914 року від станції відгалужувалися 5 напрямків на Білосток, Варшаву, Барановичі, Ліду і Гродно.

Старовинні світлини
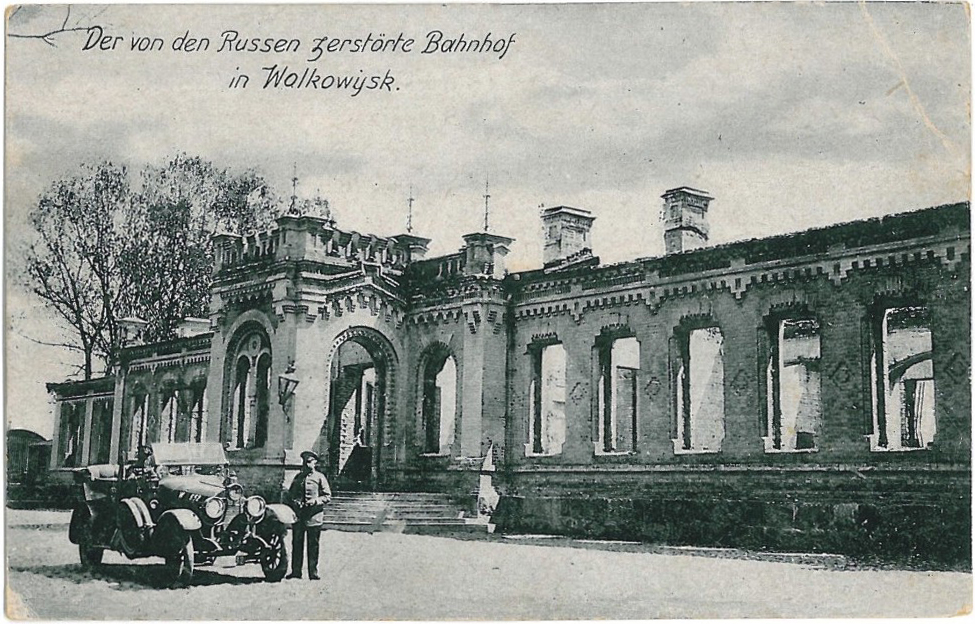
22.05.1915
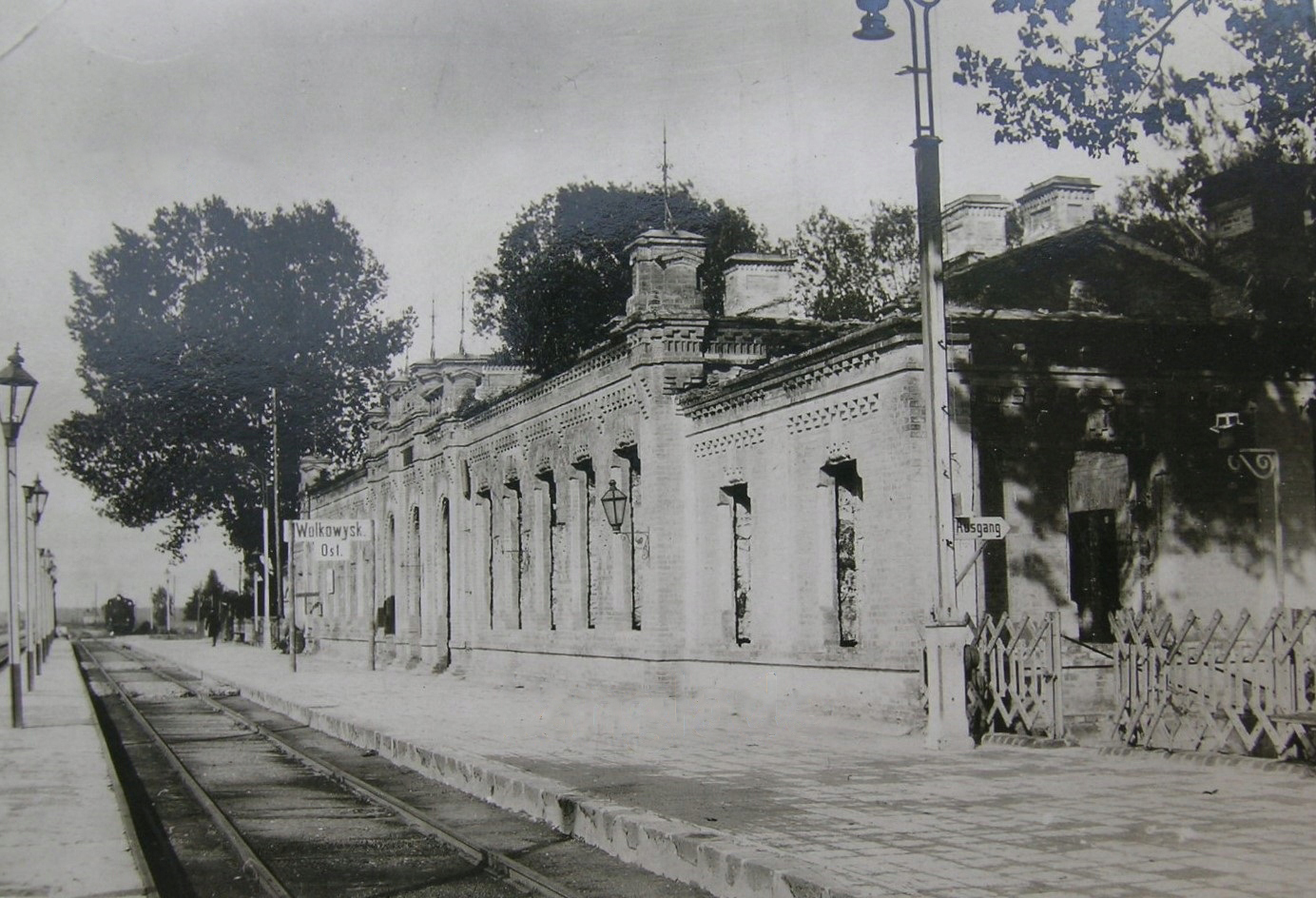
1915—1918
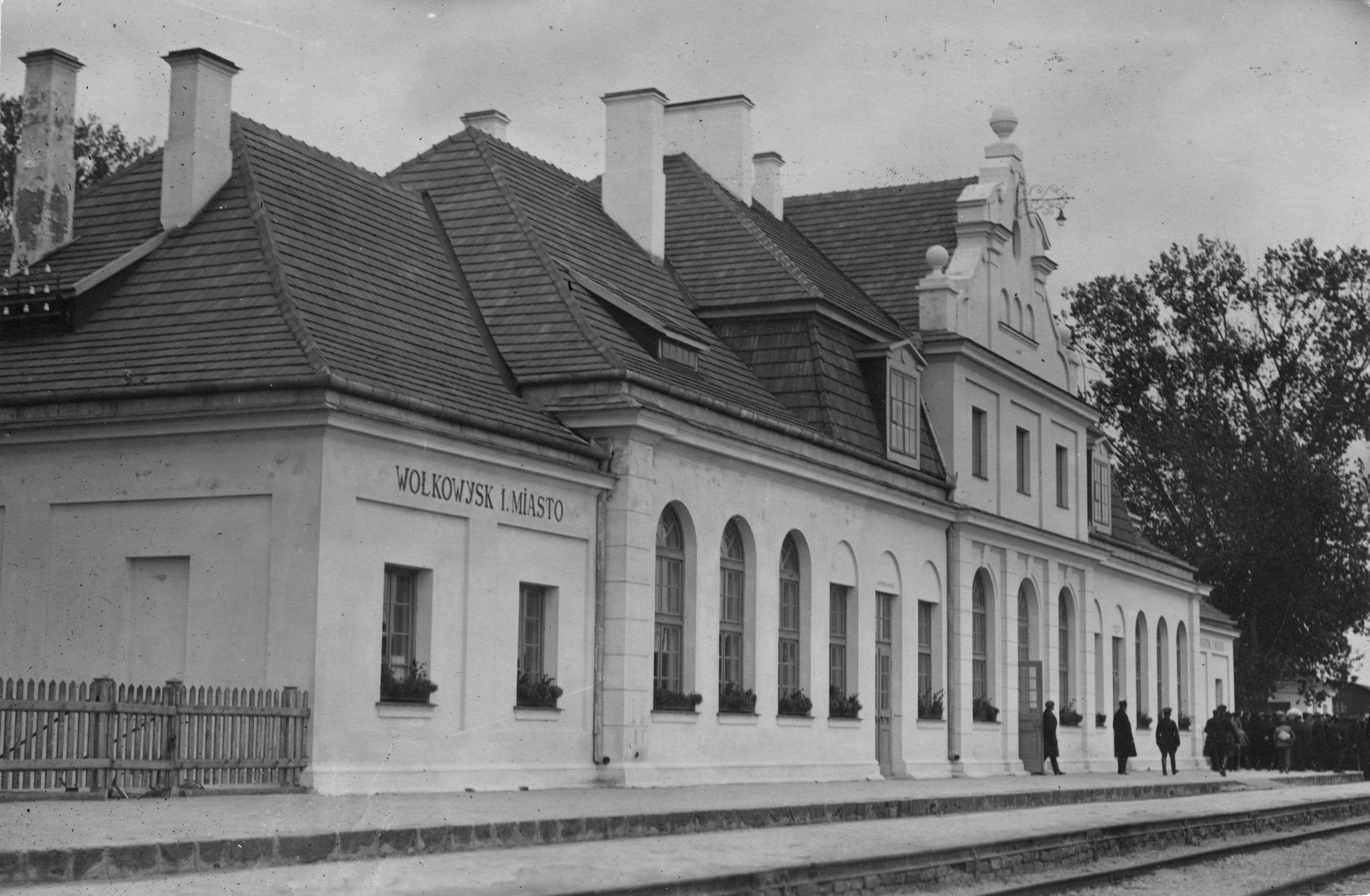
1926

У вересні 1915 року на станції перебував Леопольд Баварський — молодший брат останнього баварського короля Людвіга III, в 1915 році ще керував групою армій «Принц Леопольд», а 1916 року вже командував всім східним фронтом та в 1918 році очолював німецьку делегацію на мирних переговорах у Бересті. Попередником Леопольда Баварського на посаді головкому східного фронту був Пауль фон Гінденбург, майбутній президент Німеччини у міжвоєнні роки.
В 1920-ті роки парк вовковиського локомотивного депо оновився німецькими та американськими паровозами. Наприкінці 1939 року була організована 5-а Вовковиська дистанція колії у складі Білоруської залізниці. 1940 року створено окремі паровозне та вагонне депо.
1944 року німецько-фашистськими військами під час відступу підірвані будівлі вагонного депо, залізничні мости, станції, пошкоджено сотні кілометрів залізничних колій.
До 1946 року станція перебувала у складі ліквідованої Білостоцької залізниці, до 1951 року — у складі Гродненського відділення скасованої Брест-Литовської залізниці.
До 13 грудня 2018 року станція Вовковиськ-Центральний  перейменована на станцію Вовковиськ.

## Загальна характеристика
За своїм обсягом операцій, які виконуються з пасажирськими і вантажними поїздами, а також характеру роботи і функціональним призначенням станція Вовковиськ є дільничною станцією 1-го класу.
Станція виконує операції з пропуску та перероблення вантажів на залізничних напрямках, відповідно до чинного графіка руху поїздів, розформування і формування валок поїздів, встановлених планом формування Ради із залізничного транспорту держав СНД і внутрьодорожні планів формування Білоруської залізниці, забезпечення перевезення пасажирів, вантажів, багажу і вантажобагажу, а також операцій з технічного, комерційного та інформаційного забезпечення технологічних процесів станції.
На станції функціонує лінійний центр транспортного обслуговування (ЛЦТО), надаються транспортні послуги з перевезення вантажів залізничним транспортом по Республіці Білорусь та міжнародному сполученні.

## Пасажирське сполучення
Приміське сполучення здійснюється поїздами регіональних ліній економ-класу до станцій  Барановичі-Поліські, Берестовиця, Свіслоч.

## Галерея

Старовинні світлини залізничного вокзалу
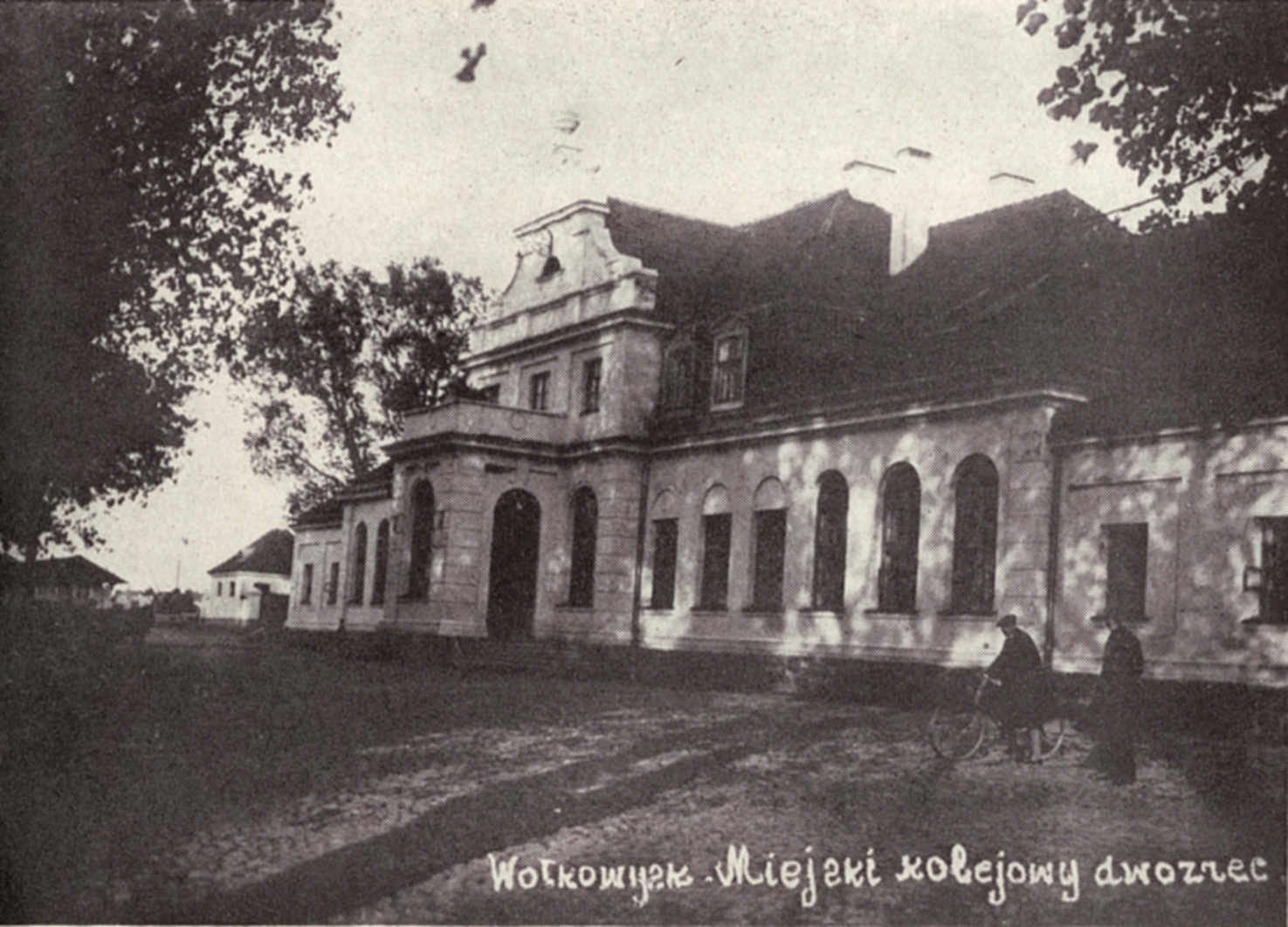
1920—1939
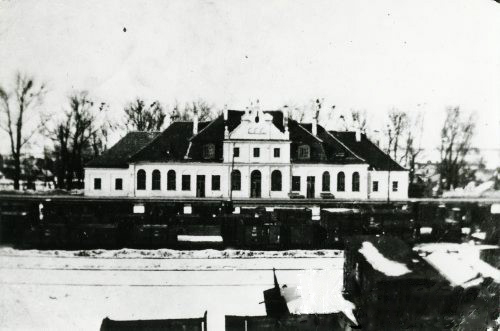
1920—1939
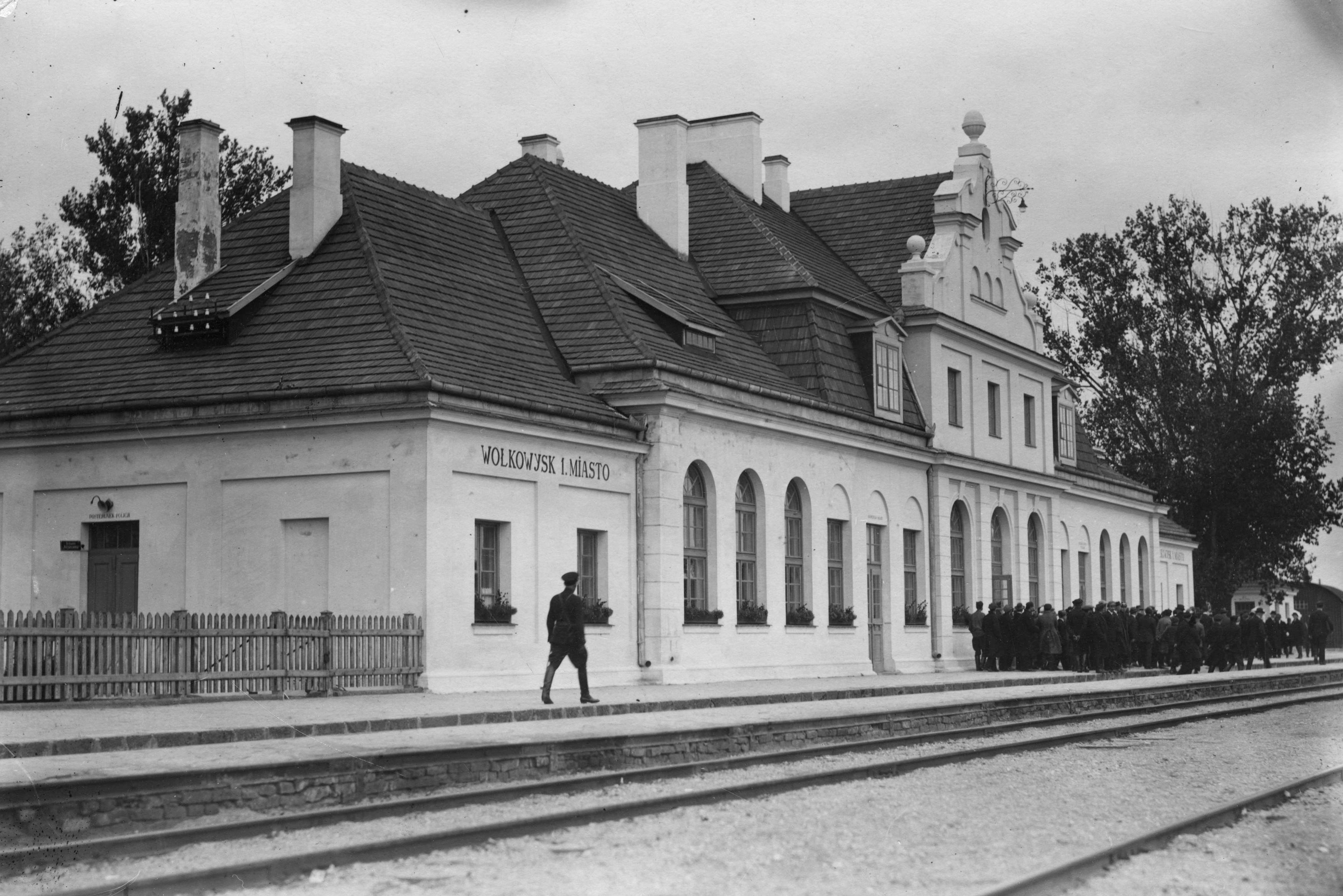
1926